# Cristian Bucchi
Cristian Bucchi (Roma, 30 maggio 1977) è un allenatore di calcio ed ex calciatore italiano, di ruolo attaccante, tecnico dell'Arezzo.

## Carriera

### Giocatore

#### Club
Inizia la sua carriera nella Sambenedettese nel 1995 in CND, poi scende in Promozione alla Settempeda di San Severino Marche dove in due anni, con l'allenatore Gianluca Fenucci, sigla numerose reti conquistando nella prima stagione l'accesso in Eccellenza. Nel 1998 arriva la svolta alla sua carriera, i tanti gol segnati nelle serie minori non sfuggono a Luciano Gaucci che lo porta in Serie A nel suo Perugia: 27 partite e 5 gol nella prima stagione.
L'estate successiva è prestato in Serie B al Vicenza, dove con 10 reti contribuisce alla promozione in Serie A. Tornato a Perugia, viene trovato positivo all'antidoping (nandrolone) ed è costretto a rimanere fermo per un anno. Terminata la squalifica, passa in prestito alla Ternana, in Serie B. Nell'estate 2002 Gaucci lo dirotta in prestito al Catania, altra società di sua proprietà, ma a gennaio si trasferisce a titolo definitivo al Cagliari, sempre in Serie B. Qui vive il momento più difficile della sua vita, in seguito all'improvvisa morte della compagna Valentina a pochi mesi dal loro matrimonio; la coppia aveva già una figlia di un anno e mezzo.
Ricomincia lentamente a tornare sui campi da gioco, e nel gennaio 2004 riapproda in Serie A con l'Ancona, dove segna 5 gol in 12 partite. La società fallisce e Bucchi, svincolato, firma per il Chievo dove tuttavia non giocherà mai poiché viene ceduto in comproprietà all'Ascoli, dove con 17 gol più 2 nei play-off contribuisce alla promozione dei marchigiani in Serie A, arrivata tramite ripescaggio per le mancate iscrizioni di Torino e Perugia. Non segue l'Ascoli in A dato che i clivensi lo dirottano, sempre in comproprietà, al Modena dov'è protagonista di un brillante avvio di stagione, tanto da procurarsi un'allettante offerta da parte del Benfica, che però non va in porto. Con il Modena nella stagione 2005-2006 sigla 29 reti (di cui 12 su calcio di rigore) che ne fanno il capocannoniere della Serie B, trascinando i gialloblù ai play-off, dove non riescono a superare il Mantova in semifinale, nonostante una sua rete. Dopo che il Modena ne riscatta l'intero cartellino dal Chievo, il 13 giugno 2006 passa al Napoli che lo acquista per 3,5 milioni di euro, con l'obiettivo di riconquistare la Serie A.
A Napoli non si esprime ad alti livelli, e pur a fronte di un promettente avvio scivola progressivamente in panchina, finendo col segnare soli 8 gol in campionato e 3 in Coppa Italia su 34 partite complessive; la squadra conquista ugualmente la promozione in Serie A.
L'estate successiva viene ceduto sempre nella massima categoria al Siena, ma dopo opache prestazioni nel mercato di gennaio viene rispedito al Napoli che a sua volta lo cede in prestito al Bologna, in Serie B, dove con 5 gol nella seconda parte di stagione riesce a essere tra i protagonisti della promozione in Serie A, la seconda consecutiva per Bucchi dopo quella col club partenopeo.
Tornato a Napoli, viene ceduto in prestito all'Ascoli, in Serie B dove torna dopo l'esperienza di quattro anni prima. Realizza 3 gol in 21 partite, quindi rientra al club azzurro per poi trasferirsi, il 10 luglio 2009 e con la medesima formula, al Cesena. Contribuisce con 4 reti alla promozione in Serie A dei romagnoli, la terza personale nel giro di quattro stagioni.
A fine stagione torna al Napoli, dove durante l'estate viene messo sul mercato in cerca di una sistemazione, senza però trovarla e restando così fuori rosa. A seguito dell'infortunio di Cristiano Lucarelli la società decide di reintegrarlo per sopperire alla mancanza di attaccanti; tuttavia non colleziona alcuna presenza stagionale, e nella sessione invernale di mercato torna in Serie B, ceduto in prestito al Pescara. Il 2 aprile 2011 mette a segno la sua prima e unica rete in maglia biancazzurra, nella gara interna contro il Crotone.
A fine stagione, conclusosi il periodo di prestito, torna al Napoli, con cui rescinde il contratto il 20 luglio 2011. Qualche giorno dopo, il 26 luglio, annuncia il ritiro dall'attività agonistica.
In carriera ha totalizzato complessivamente 59 presenze e 11 reti in Serie A, e 266 presenze e 90 reti in Serie B.

#### Nazionale
Vanta 3 presenze e 1 rete nella Nazionale Under-21, con la quale ha esordito il 17 novembre 1998.

### Allenatore
Il 21 giugno 2012 diviene il nuovo allenatore della Primavera del Pescara, squadra nella quale, un anno prima, aveva concluso la sua attività agonistica. Il 5 marzo 2013, in seguito all'esonero di Cristiano Bergodi, viene promosso ad allenatore della prima squadra del Pescara; il suo staff è composto da Bruno Nobili come vice-allenatore (in possesso del patentino di prima categoria), Mirko Savini ed Ermanno Ciotti in qualità di collaboratori, Massimo Marini come preparatore dei portieri e Francesco Petrarca preparatore atletico. Esordisce sulla panchina del Pescara cinque giorni dopo, nella sconfitta esterna per 2-1 contro l'Atalanta. Raccoglie appena un punto nelle 11 partite disputate (in occasione dell'1-1 in trasferta contro la Roma), con la squadra che si classifica ultima con 22 punti e retrocede in Serie B dopo una sola stagione di Serie A.
Risolto il contratto con gli abruzzesi, il 12 luglio 2013 firma con il Gubbio, in Lega Pro Prima Divisione, da dove viene esonerato il 15 gennaio 2014 dopo la sconfitta interna per 5-0 contro il Perugia..
Il 6 gennaio 2015 diventa il nuovo allenatore della Torres, in sostituzione dell'allenatore Vincenzo Cosco, che ha dovuto lasciare il proprio incarico per motivi di salute e conduce la Torres alla salvezza in Lega Pro.
Nel luglio dello stesso anno firma con la Maceratese, club neopromosso in Lega Pro. Dopo aver concluso il campionato al terzo posto, ed essere stato eliminato ai play-off dal Pisa (che poi ha conquistato proprio tramite gli spareggi la Serie B), il 14 giugno 2016 lascia la squadra marchigiana e, il giorno dopo, viene ufficializzato come nuovo tecnico del Perugia, in Serie B. Con il club umbro termina il campionato di Serie B 2016-2017 al quarto posto, viene eliminato nelle semifinali play-off dal Benevento.
Il 20 giugno 2017 diventa il nuovo allenatore del Sassuolo in Serie A. Dopo un inizio di campionato negativo, condito da sole tre vittorie, due pareggi e nove sconfitte nelle prime quattordici giornate, a seguito della sconfitta interna per 0-2 contro il Verona, il 27 novembre viene esonerato dalla società neroverde e sostituito da Giuseppe Iachini; lascia gli emiliani al quintultimo posto in classifica, a 1 punto dal terz'ultimo posto, presieduto dai corregionali della SPAL.
Il 6 luglio 2018 viene annunciato come nuovo tecnico del Benevento retrocesso in Serie B. Porta la squadra al terzo posto finale qualificandosi per i play-off dove però viene eliminato in semifinale dal Cittadella, non venendo confermato per la stagione successiva. 
Il 18 giugno 2019 viene ufficializzato come nuovo tecnico dell'Empoli. Il 12 novembre dopo la sconfitta interna contro il Pescara (a cui vanno aggiunti altri 5 risultati negativi di cui 2 sconfitte) viene sollevato dall'incarico.
Il 6 luglio 2021 viene ingaggiato dalla Triestina, in Serie C. Dopo essersi piazzato al quinto posto nel girone A e aver eliminato la Pro Patria nei turni preliminari, la squadra giuliana esce al primo turno della fase nazionale dei play-off per mano del Palermo. Il 13 giugno risolve il contratto con la società alabardata.
Il 14 giugno 2022 viene nominato nuovo allenatore dell'Ascoli, in Serie B. Il 4 febbraio 2023, malgrado il rinnovo di contratto firmato prima di Natale, il club marchigiano comunica il suo esonero, dopo la sconfitta esterna per 3-0 contro il Cittadella, con la squadra tredicesima in classifica con 26 punti messi insieme in 23 partite.
Il 4 febbraio 2025 firma un contratto con l'Arezzo per subentrare all'esonerato Troise sulla panchina toscana che si trova al sesto posto del girone B di Serie C Dopo aver concluso al quarto posto, la sua squadra viene poi eliminata al secondo turno dei playoff per mano della Vis Pesaro.

## Statistiche

### Presenze e reti nei club
| Stagione          | Squadra           | Campionato        | Campionato | Campionato | Coppe nazionali | Coppe nazionali | Coppe nazionali | Coppe continentali | Coppe continentali | Coppe continentali | Totale | Totale |
| Stagione          | Squadra           | Comp              | Pres       | Reti       | Comp            | Pres            | Reti            | Comp               | Pres               | Reti               | Pres   | Reti   |
| ----------------- | ----------------- | ----------------- | ---------- | ---------- | --------------- | --------------- | --------------- | ------------------ | ------------------ | ------------------ | ------ | ------ |
| 1995-1996         | Sambenedettese    | CND               | 28         | 0          | -               | -               | -               | -                  | -                  | -                  | 28     | 0      |
| 1996-1997         | Settempeda        | Prom.             | 32         | 23         | -               | -               | -               | -                  | -                  | -                  | 32     | 23     |
| 1997-1998         | Settempeda        | Ecc.              | 26         | 29         | -               | -               | -               | -                  | -                  | -                  | 26     | 29     |
| Totale Settempeda | Totale Settempeda | Totale Settempeda | 58         | 52         |                 | -               | -               |                    | -                  | -                  | 58     | 52     |
| 1998-1999         | Perugia           | A                 | 27         | 5          | -               | -               | -               | -                  | -                  | -                  | 27     | 5      |
| 1999-2000         | Vicenza           | B                 | 30         | 10         | CI              | 6               | 0               | -                  | -                  | -                  | 36     | 10     |
| 2000-2001         | Perugia           | A                 | 7          | 1          | CI              | 2               | 1               | -                  | -                  | -                  | 8      | 2      |
| giu.-set. 2001    | Perugia           | A                 | 3          | 0          | CI              | 1               | 1               | -                  | -                  | -                  | 3      | 0      |
| Totale Perugia    | Totale Perugia    | Totale Perugia    | 37         | 6          |                 | 3               | 2               |                    | -                  | -                  | 40     | 8      |
| 2001-2002         | Ternana           | B                 | 27         | 9          | CI              | 1               | 0               | -                  | -                  | -                  | 28     | 9      |
| 2002-gen. 2003    | Catania           | B                 | 13         | 2          | CI              | 3               | 1               | -                  | -                  | -                  | 16     | 3      |
| gen.-giu. 2003    | Cagliari          | B                 | 6          | 0          | -               | -               | -               | -                  | -                  | -                  | 6      | 0      |
| 2003-gen. 2004    | Cagliari          | B                 | 4          | 1          | -               | -               | -               | -                  | -                  | -                  | 4      | 1      |
| Totale Cagliari   | Totale Cagliari   | Totale Cagliari   | 10         | 1          |                 | -               | -               |                    | -                  | -                  | 10     | 1      |
| gen.-giu. 2004    | Ancona            | A                 | 12         | 5          | -               | -               | -               | -                  | -                  | -                  | 12     | 5      |
| 2004-2005         | Ascoli            | B                 | 41+2       | 17         | CI              | 2               | 1               | -                  | -                  | -                  | 45     | 18     |
| 2005-2006         | Modena            | B                 | 41+2       | 29+1       | CI              | 1               | 0               | -                  | -                  | -                  | 44     | 30     |
| 2006-2007         | Napoli            | B                 | 29         | 8          | CI              | 5               | 3               | -                  | -                  | -                  | 34     | 11     |
| 2007-gen. 2008    | Siena             | A                 | 10         | 0          | CI              | 1               | 0               | -                  | -                  | -                  | 11     | 0      |
| gen.-giu. 2008    | Bologna           | B                 | 19         | 5          | -               | -               | -               | -                  | -                  | -                  | 19     | 5      |
| 2008-2009         | Ascoli            | B                 | 21         | 3          | -               | -               | -               | -                  | -                  | -                  | 21     | 3      |
| Totale Ascoli     | Totale Ascoli     | Totale Ascoli     | 64         | 20         |                 | 2               | 1               |                    | -                  | -                  | 66     | 22     |
| 2009-2010         | Cesena            | B                 | 24         | 3          | -               | -               | -               | -                  | -                  | -                  | 24     | 3      |
| 2010-gen. 2011    | Napoli            | A                 | 0          | 0          | CI              | 0               | 0               | UEL                | 0                  | 0                  | 0      | 0      |
| Totale Napoli     | Totale Napoli     | Totale Napoli     | 29         | 8          |                 | 5               | 3               |                    | 0                  | 0                  | 34     | 11     |
| gen.-giu. 2011    | Pescara           | B                 | 11         | 1          | -               | -               | -               | -                  | -                  | -                  | 11     | 1      |
| Totale carriera   | Totale carriera   | Totale carriera   | 411+4      | 151+1      |                 | 22              | 10              |                    | 0                  | 0                  | 437    | 162    |

### Statistiche da allenatore
Statistiche aggiornate al 7 maggio 2025.
| Stagione        | Squadra         | Campionato      | Campionato | Campionato | Campionato | Campionato | Coppe nazionali | Coppe nazionali | Coppe nazionali | Coppe nazionali | Coppe nazionali | Coppe continentali | Coppe continentali | Coppe continentali | Coppe continentali | Coppe continentali | Altre coppe | Altre coppe | Altre coppe | Altre coppe | Altre coppe | Totale | Totale | Totale | Totale | % Vittorie | Piazzamento      |
| Stagione        | Squadra         | Comp            | G          | V          | N          | P          | Comp            | G               | V               | N               | P               | Comp               | G                  | V                  | N                  | P                  | Comp        | G           | V           | N           | P           | G      | V      | N      | P      | %          | Piazzamento      |
| --------------- | --------------- | --------------- | ---------- | ---------- | ---------- | ---------- | --------------- | --------------- | --------------- | --------------- | --------------- | ------------------ | ------------------ | ------------------ | ------------------ | ------------------ | ----------- | ----------- | ----------- | ----------- | ----------- | ------ | ------ | ------ | ------ | ---------- | ---------------- |
| mar.-giu. 2013  | Pescara         | A               | 11         | 0          | 1          | 10         | CI              | -               | -               | -               | -               | -                  | -                  | -                  | -                  | -                  | -           | -           | -           | -           | -           | 11     | 0      | 1      | 10     | &0,00      | Sub. 20º (retr.) |
| 2013-gen. 2014  | Gubbio          | 1D              | 17         | 4          | 8          | 5          | CI+CI-LP        | 2+1             | 1+0             | 0+0             | 1+1             | -                  | -                  | -                  | -                  | -                  | -           | -           | -           | -           | -           | 20     | 5      | 8      | 7      | 25,00      | Eson.            |
| gen.-giu. 2015  | Torres          | LP              | 19         | 5          | 9          | 5          | CI-LP           | -               | -               | -               | -               | -                  | -                  | -                  | -                  | -                  | -           | -           | -           | -           | -           | 19     | 5      | 9      | 5      | 26,32      | Sub. 11º         |
| 2015-2016       | Maceratese      | LP              | 34+1       | 15         | 13         | 6+1        | CI-LP           | 2               | 0               | 1               | 1               | -                  | -                  | -                  | -                  | -                  | -           | -           | -           | -           | -           | 37     | 15     | 14     | 8      | 40,54      | 3º               |
| 2016-2017       | Perugia         | B               | 42+2       | 15         | 20+1       | 7+1        | CI              | 3               | 2               | 0               | 1               | -                  | -                  | -                  | -                  | -                  | -           | -           | -           | -           | -           | 47     | 17     | 21     | 9      | 36,17      | 4º               |
| ago.-nov. 2017  | Sassuolo        | A               | 14         | 3          | 2          | 9          | CI              | 1               | 1               | 0               | 0               | -                  | -                  | -                  | -                  | -                  | -           | -           | -           | -           | -           | 15     | 4      | 2      | 9      | 26,67      | Eson.            |
| 2018-2019       | Benevento       | B               | 36+2       | 17+1       | 9          | 10+1       | CI              | 4               | 3               | 0               | 1               | -                  | -                  | -                  | -                  | -                  | -           | -           | -           | -           | -           | 42     | 21     | 9      | 12     | 50,00      | 3º               |
| lug.-nov. 2019  | Empoli          | B               | 12         | 4          | 5          | 3          | CI              | 2               | 2               | 0               | 0               | -                  | -                  | -                  | -                  | -                  | -           | -           | -           | -           | -           | 14     | 6      | 5      | 3      | 42,86      | Eson.            |
| 2021-2022       | Triestina       | C               | 38+3       | 15+1       | 10+1       | 13+1       | CI-C            | 1               | 0               | 0               | 1               | -                  | -                  | -                  | -                  | -                  | -           | -           | -           | -           | -           | 42     | 16     | 11     | 15     | 38,10      | 5º               |
| 2022-feb. 2023  | Ascoli          | B               | 23         | 6          | 8          | 9          | CI              | 2               | 1               | 1               | 0               | -                  | -                  | -                  | -                  | -                  | -           | -           | -           | -           | -           | 25     | 7      | 9      | 9      | 28,00      | Eson.            |
| feb.-giu. 2025  | Arezzo          | C               | 13+2       | 8+1        | 0          | 5+1        | CI-C            | -               | -               | -               | -               | -                  | -                  | -                  | -                  | -                  | -           | -           | -           | -           | -           | 15     | 9      | 0      | 6      | 60,00      | Sub., 5º         |
| 2025-2026       | Arezzo          | C               | 0          | 0          | 0          | 0          | CI-C            | 1               | 1               | 0               | 0               | -                  | -                  | -                  | -                  | -                  | -           | -           | -           | -           | -           | 1      | 1      | 0      | 0      | 100,00&    | in corso         |
| Totale Arezzo   | Totale Arezzo   | Totale Arezzo   | 15         | 9          | 0          | 6          |                 | 1               | 1               | 0               | 0               |                    | -                  | -                  | -                  | -                  |             | -           | -           | -           | -           | 16     | 10     | 0      | 6      | 62,50      |                  |
| Totale carriera | Totale carriera | Totale carriera | 269        | 95         | 87         | 87         |                 | 19              | 11              | 2               | 6               |                    | -                  | -                  | -                  | -                  |             | -           | -           | -           | -           | 288    | 106    | 89     | 93     | 36,81      |                  |

## Palmarès

### Giocatore

#### Club

##### Competizioni regionali
- Promozione: 1

Settempeda: 1996-1997

##### Competizioni nazionali
- Campionato italiano di Serie B: 1

Vicenza: 1999-2000

#### Individuale
- Capocannoniere della serie B: 1

2005-2006 (29 gol)